# ورخوینا
ورخوینا (به لاتین: Verkhovyna) یک سکونتگاه مسکونی در اوکراین است که در استان ایوانو فرانکیسوک واقع شده‌است.

## خصوصیات
ورخوینا ۵۱٫۸۰ کیلومترمربع مساحت و ۵٬۴۱۲ نفر جمعیت دارد.

## نگارخانه

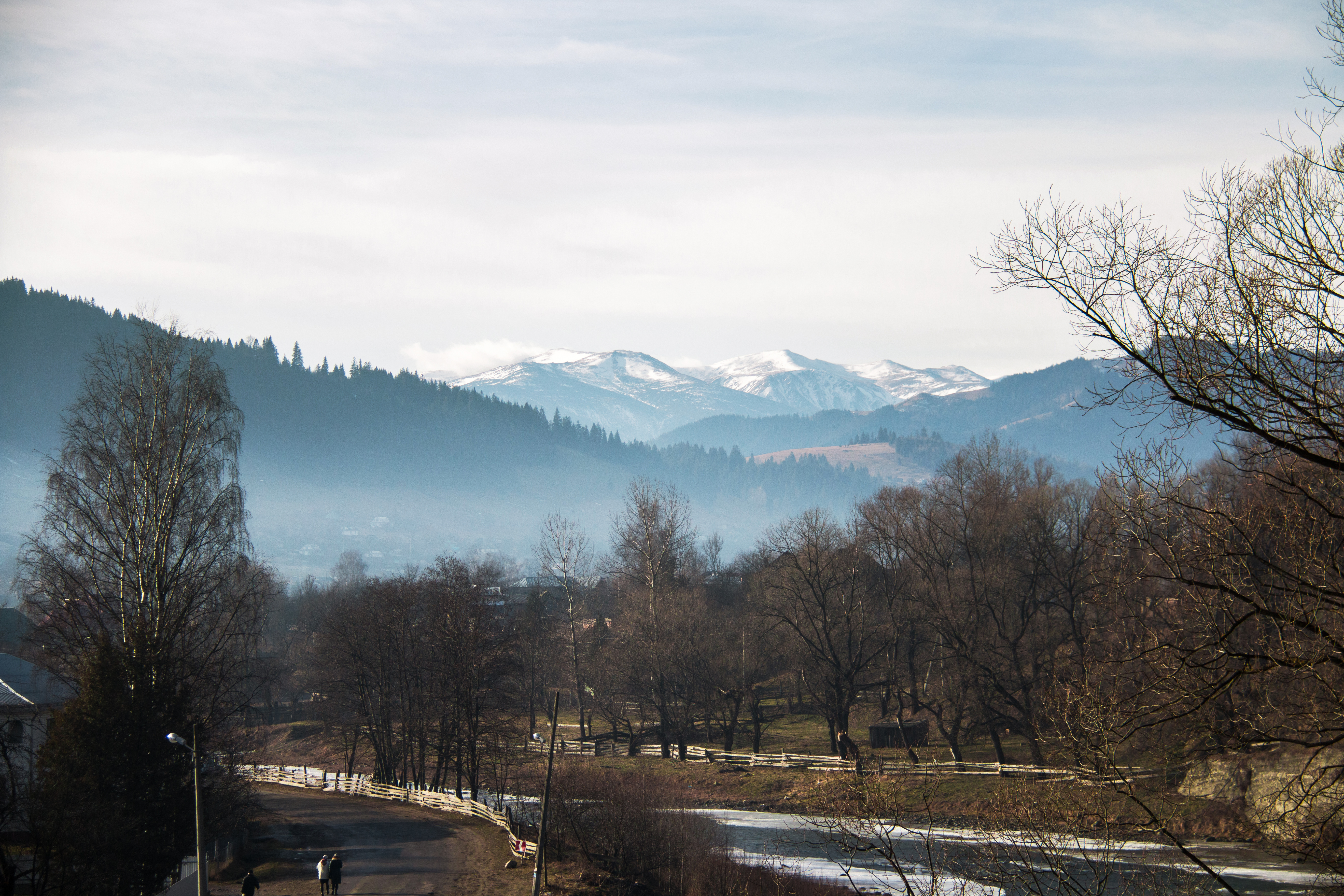
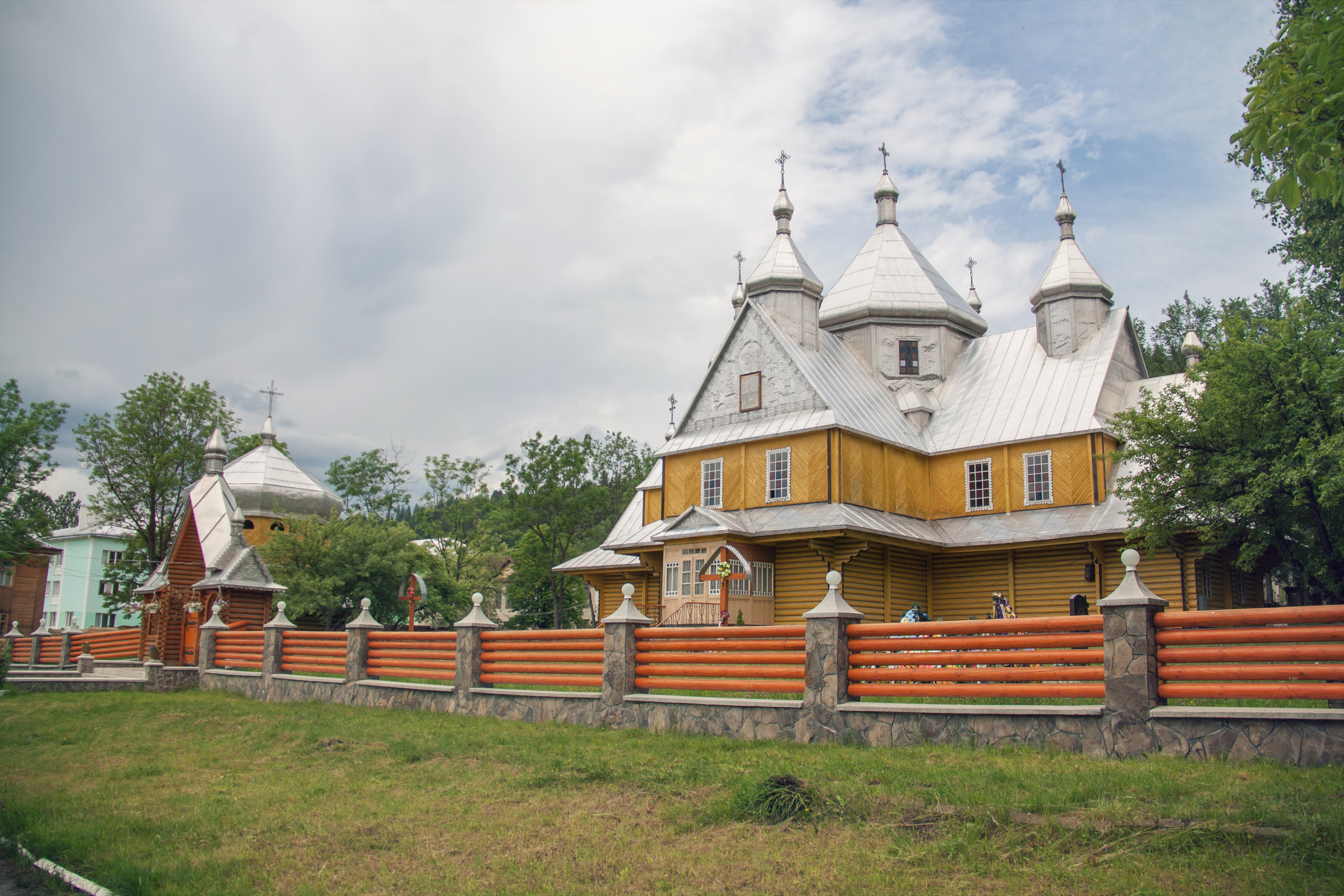
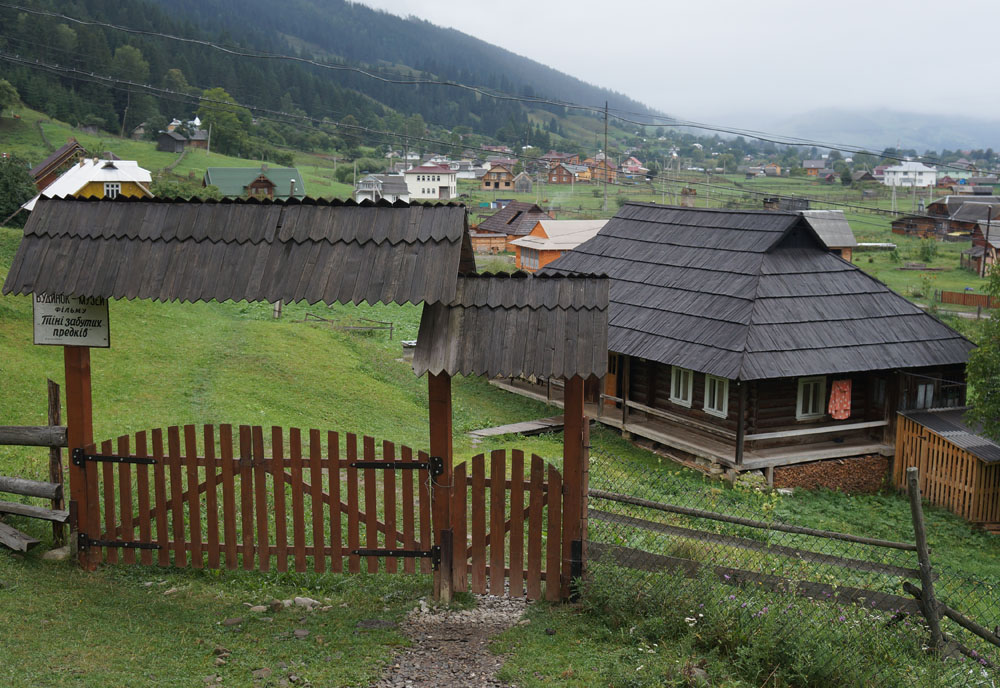
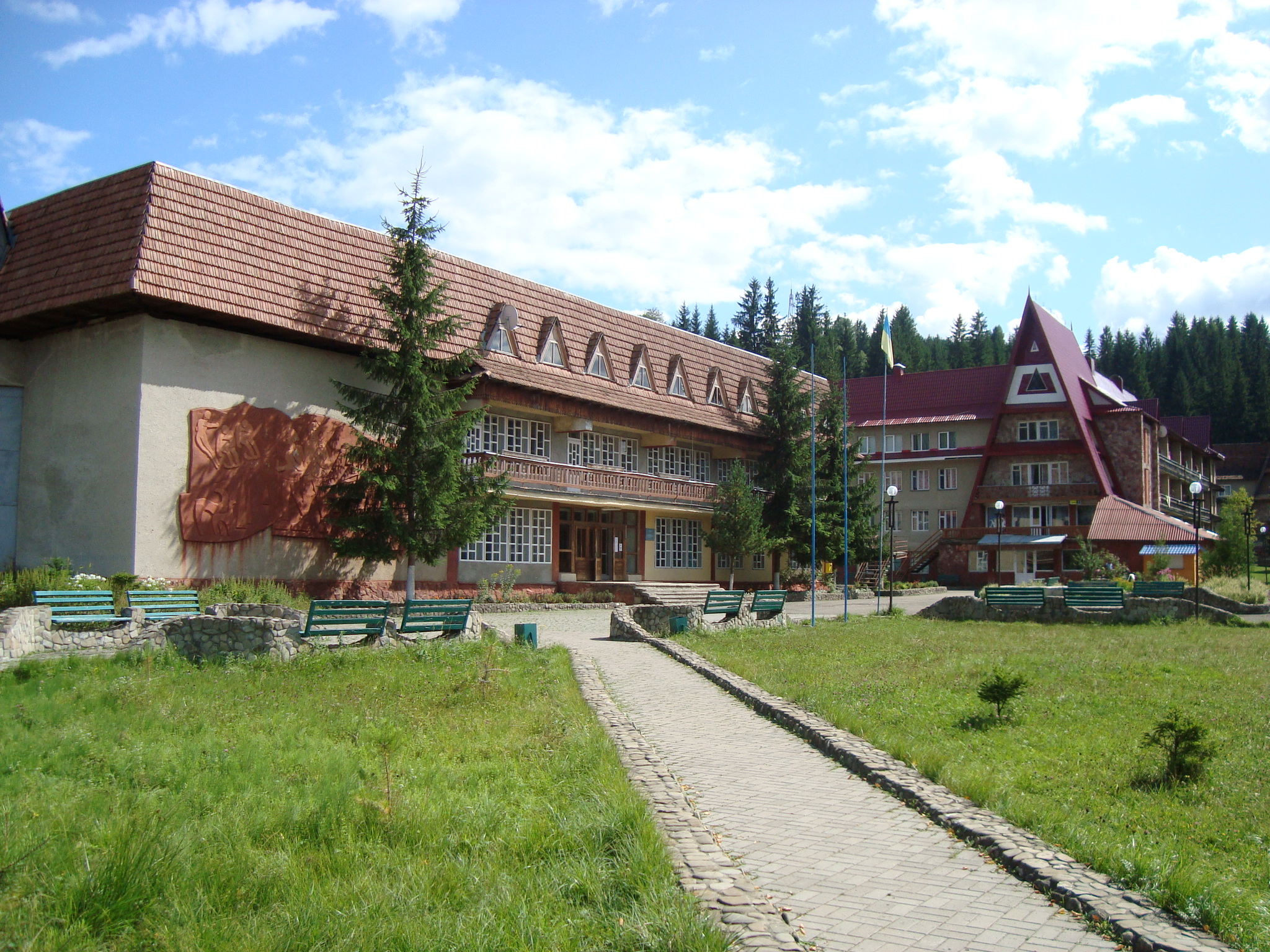
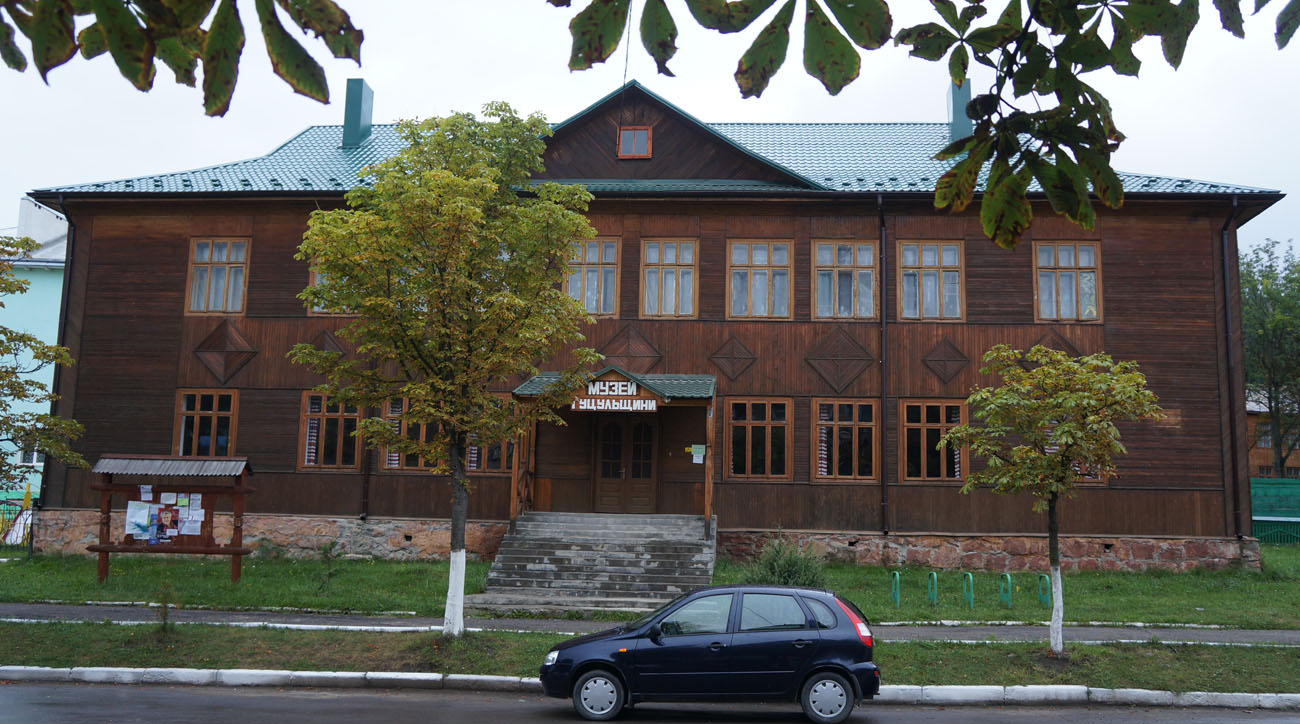
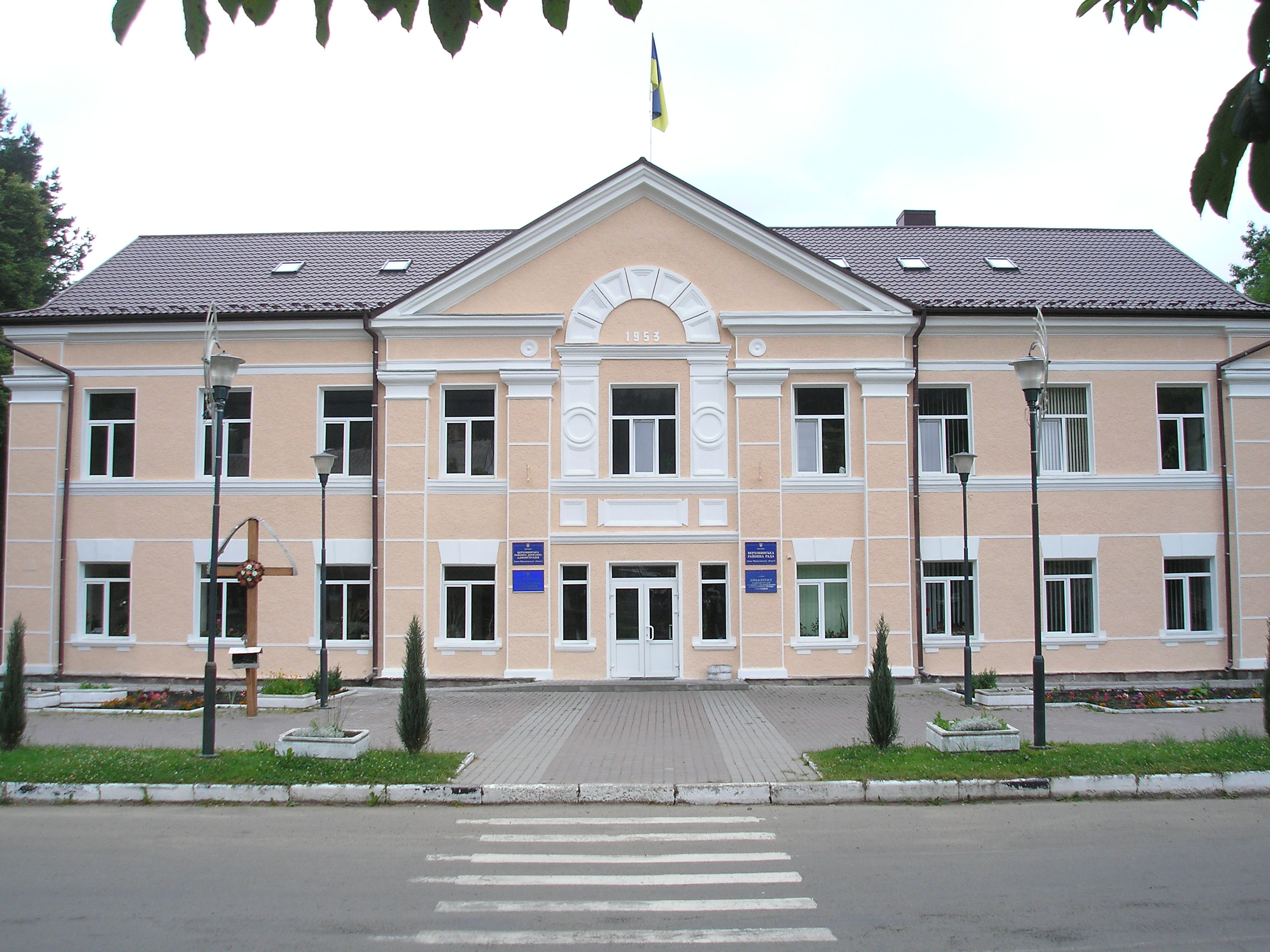